# Ultimàtum de juliol
L'Ultimàtum de juliol va ser un despatx enviat des d'Àustria-Hongria a Sèrbia com a resposta a l'assassinat de l'Arxiduc Francesc Ferran d'Àustria a Sarajevo. Lliurat a les 6 de la tarda del 23 de juliol de 1914, contenia una llista de peticions i un annex que descrivia les conclusions d'una investigació criminal sobre l'assassinat (que també incloïa la mort de la seva esposa Sofia i l'explosió d'una bomba que va causar vint ferits). L'ultimàtum no contenia cap amenaça explícita de guerra però sí que amenaçava amb la retirada de l'ambaixador d'Àustria-Hongria si Sèrbia no accedia a les peticions. Sèrbia les va acceptar totes menys una, la sisena, al·legant que hauria vulnerat la constitució sèrbia. Encara es debat si la intenció era que Sèrbia acceptés l'ultimàtum, o simplement es volia utilitzar com a casus belli en contra de Sèrbia.

## Antecedents
El 31 de març de 1909, Sèrbia s'havia compromès amb Àustria-Hongria i les Grans Potències a respectar la integritat territorial d'Àustria-Hongria, abandonar la seva actitud de protesta per la recent annexió per Àustria-Hongria de les províncies de Bòsnia i Hercegovina (on hi havia majoria de població sèrbia), i modificar la seva política per conviure en bon veïnatge amb Àustria-Hongria. Aquest compromís va ser la base legal per a l'Ultimàtum.
El 1911, Sèrbia va establir tres llocs d'escolta a la frontera austrohongaresa. El personal d'aquestes posicions tenia la tasca oficial de recollir informació sobre el que passava a l'altra banda de la frontera, i de fer un estudi del terreny en cas de guerra; extraoficialment, havia d'organitzar grups revolucionaris a Bòsnia, descobrir persones de fiar, fomentar l'activitat revolucionària, i establir contacte amb agitadors bosnians per tal de reclutar voluntaris i aixecar una insurrecció en cas de guerra amb Àustria-Hongria. Durant els anys següents, va haver-hi una sèrie d'intents d'assassinat contra dirigents austrohongaresos a Croàcia i a Bòsnia i Hercegovina que van culminar en els fets del 28 de juny de 1914. Tres dels assassins de Sarajevo, que venien de Belgrad, van confessar la implicació de membres en actiu de l'exèrcit i el servei de fronteres serbi i, per tant, Àustria-Hongria i Alemanya van demanar a Sèrbia directament i mitjançant el seu aliat Rússia, d'obrir una investigació sobre l'assassinat. El 30 de juny, el secretari general del ministre serbi d'Afers Exteriors Gruić va respondre a una demanda austrohongaresa d'obertura d'una investigació dient que "No s'ha fet res per ara i l'assumpte no és incumbència del Govern serbi".
Un pas important per a l'Ultimàtum de Juliol va ser la missió Hoyos del 5 de juliol de 1914 a Berlín. En aquesta missió, el comte austrohongarès Alexander von Hoyos va demanar suport als plans austríacs respecte a Sèrbia després de l'assassinat de l'Arxiduc Francesc Ferran. El suport incondicional que el Kàiser va oferir a Àustria-Hongria s'ha descrit sovint com "el xec en blanc".

## Lliurament de la nota
El 23 de juliol al matí, l'ambaixador austrohongarès a Sèrbia Giesl von Gieslingen va trucar el Ministeri d'Exteriors serbi per informar a Sèrbia que es lliuraria un missatge important per al Primer Ministre Nikola Pašić a dos quarts de cinc de la tarda. L'avís es va fer arribar a Pašić, però va decidir de no tornar a Belgrad per rebre el missatge, demanant al Ministre de Finances serbi Paču que rebés Giesl i el seu comunicat. Paču i Gruić van rebre Giesl a les sis de la tarda i Giesl va lliurar l'"ultimàtum", un annex que descrivia els resultats de la investigació d'Àustria-Hongria sobre els fets de Sarajevo i una carta de dues pàgines. Giesl va avisar verbalment que si no es rebia una resposta satisfactòria en 48 hores, ell i la seva delegació tornarien a casa. Paču va posar diverses objeccions a la recepció de la nota i a l'escassetat de temps, però Giesl va deixar la nota a la taula i es va acomiadar.

## Detalls
Àustria-Hongria exigia que el govern serbi publiqués el 26 de juliol al seu òrgan oficial, com a ordre del dia del Rei a l'Exèrcit declaracions no ambígües que:
1. condemnessin i admetessin l'existència de propaganda anti-austrohongaresa.
2. lamentessin i admetessin la participació d'oficials i funcionaris serbis en la propaganda.
3. avisessin que el Govern serbi reprimiria aquestes activitats.

Àustria-Hongria feia deu exigències enumerades. Sèrbia s'havia de comprometre a:
1. suprimir publicacions que incitessin a l'odi i el menyspreu contra la Monarquia austríaca;
2. dissoldre Narodna Odbrana (Defensa Nacional) i societats similars, confiscar els seus mitjans de propaganda, i evitar que es tornessin a formar amb noms nous;
3. eliminar de l'educació pública de Sèrbia, tant en el que es referia al professorat com als mitjans d'instrucció, tot el que servís o pogués servir per fomentar la propaganda en contra d'Àustria-Hongria;
4. retirar del servei militar i de l'administració en general tots els oficials culpables de propaganda en contra d'Àustria-Hongria, els noms dels quals Àustria-Hongria es reservava el dret de proporcionar; (Sèrbia va accedir a retirar els oficials dels quals es provés la culpabilitat en un judici. Atès que la propaganda no era un crim, no quedava clar com es podia retirar cap oficial).
5. acceptar la col·laboració en territori serbi d'òrgans del govern austrohongarès en la supressió del moviment subversiu dirigit contra la integritat territorial de la monarquia;
6. començar una investigació judicial contra els còmplices de la trama del 28 de juny que estiguin en territori serbi, amb la participació d'òrgans delegats pel govern austrohongarès; (això va ser rebutjat per Sèrbia)
7. arrestar immediatament el Major Vojislav Tankosić i Milan Ciganović que estaven implicats per la investigació preliminar duta a terme per Àustria-Hongria;
8. evitar amb mesures efectives la cooperació de les autoritats sèrbies en el tràfec il·lícit d'armes i explosius a través de les seves fronteres, i destituir i castigar severament els membres del Servei de Fronteres serbi que haguessin ajudat als autors de l'assassinat de Sarajevo;
9. proporcionar explicacions a Àustria-Hongria sobre les declaracions d'alts funcionaris serbis tant a Sèrbia com a l'estranger, que havien expressat hostilitat envers Àustria-Hongria; i
10. notificar sense retard a Àustria-Hongria l'execució d'aquestes mesures.

## Resposta sèrbia
El govern serbi va ordenar la mobilització general el 25 de juliol i va enviar la seva resposta poc abans del temps límit. Deia:
1. Durant la pròxima sessió del Parlament, es compromet a incloure una clàusula a les lleis de premsa castigant severament la incitació a l'odi i el menyspreu de la Monarquia, així com tota publicació la tendència general de la qual fos dirigida en contra de la integritat territorial d'Àustria-Hongria. També es compromet a introduir una esmena a l'article 22 de la Constitució durant la pròxima revisió que permetés la confiscació d'aquestes publicacions, ja que en aquell moment era impossible segons l'article 12.
2. El Govern no té cap prova, i la nota del Govern Imperial i Reial (referint-se al govern austrohongarès) no n'aporta, que la societat Narodna Odbrana i d'altres de similars hagin comès, fins ara, cap acció criminal d'aquest tipus per mitjà de qualsevol dels seus membres. No obstant això, el Govern Reial acceptarà la petició del Govern Imperial i Reial i dissoldrà la societat Narodna Odbrana, així com tota societat que s'enfronti a Àustria-Hongria.
3. El Govern Reial serbi es compromet sense més dilació a eliminar de l'educació pública sèrbia qualsevol cosa que fomenti la propaganda en contra d'Àustria-Hongria de seguida que el Govern Imperial i Reial aporti proves concretes d'aquesta propaganda.
4. El Govern Reial també està disposat a destituir els oficials militars i alts funcionaris civils sobre els quals s'hagi provat en investigació judicial que hagin estat culpables d'accions en contra de la integritat territorial de la Monarquia; espera que el Govern Imperial i Reial li comuniqui, per iniciar les investigacions, els noms d'aquests oficials i funcionaris, així com els fets de què se'ls acusa.
5. El Govern Reial confessa que no té clar ni el sentit ni l'àmbit de la demanda del Govern Imperial i Reial sobre l'obligació del Govern Reial Serbi de permetre la cooperació de funcionaris del Govern Imperial i Reial en territori serbi, però declara que està disposat a acceptar tota cooperacíó que no estigui en contra de les lleis internacionals i criminals, així com de les relacions amistoses i de bon veïnat.
6. El Govern Reial considera que és evidentment el seu deure de començar una investigació en contra de totes les persones que hagin participat en els fets del 28 de juny que es trobin dins del seu territori. Sobre la cooperació en aquesta investigació de funcionaris en delegació especial del Govern Imperial i Reial, això no es pot acceptar, ja que és una violació de la constitució i dels procediments criminals. No obstant això, en alguns casos els resultats de la investigació podrien comunicar-se als funcionaris austrohongaresos.
7. El Govern Reial ha ordenat la mateixa tarda en què es va rebre la nota l'arrest del Major Voislav Tankosić. No obstant això, amb respecte a Milan Ciganović, que és ciutadà de la Monarquia austrohongaresa i que ha treballat fins al 28 de juny amb el Departament del Ferrocarril, encara ha estat impossible de localitzar, motiu pel qual s'ha estès una ordre de recerca en contra seva. Es demana al Govern Imperial i Reial que faci saber tan aviat com sigui possible, amb l'objectiu de dur a terme la investigació, els motius per la sospita i les proves de culpabilitat obtingudes a la investigació de Sarajevo.
8. El Govern serbi amplificarà i farà més severes les mesures existents en contra del contraban d'armes i explosius. Per descomptat procedirà immediatament en contra, i castigarà severament, els funcionaris del servei de fronteres de la línia Šabac-Loznica que no van complir el seu deure i que han permès que els autors del crim travessessin la frontera.
9. El Govern Reial està preparat per donar explicacions sobre les expressions dels seus funcionaris a Sèrbia i l'estranger en entrevistes després de l'ultratge i que, segons l'afirmació del Govern Imperial i Reial, eren hostils a la Monarquia. De seguida que el Govern Imperial i Reial especifiqui en detall on es van emetre aquestes expressions, i demostri que aquestes expressions s'han fet pels funcionaris implicats, el Govern Reial es cuidarà que es recullin les proves i evidències necessàries.
10. El Govern Reial notificarà al Govern Imperial i Reial, en la part que encara no s'hagi fet ja per la nota present, l'execució de les mesures en qüestió de seguida que cadascuna d'aquestes mesures s'hagi ordenat i executat.

Els esborranys de la resposta sèrbia havien concedit més, com ara acceptar el punt 6 amb reserves, però després de rebre la seguretat per part de Rússia que donarien suport a Sèrbia encara que no acceptessin totalment l'ultimàtum, la resposta es va endurir.